# 結村
結村（むすぶむら）は、かつて岐阜県安八郡に存在した村である。現在の安八郡安八町の北西部に該当し、揖斐川東岸の地域である。
古くは鎌倉街道・美濃路が通過していた村であり、交通の要所であった。現在も旧・岐垣国道（現・岐阜県道31号岐阜垂井線）、国道21号（岐大バイパス）が通過する。

## 歴史
- 地名の「結」は結神社に由来する[1]。

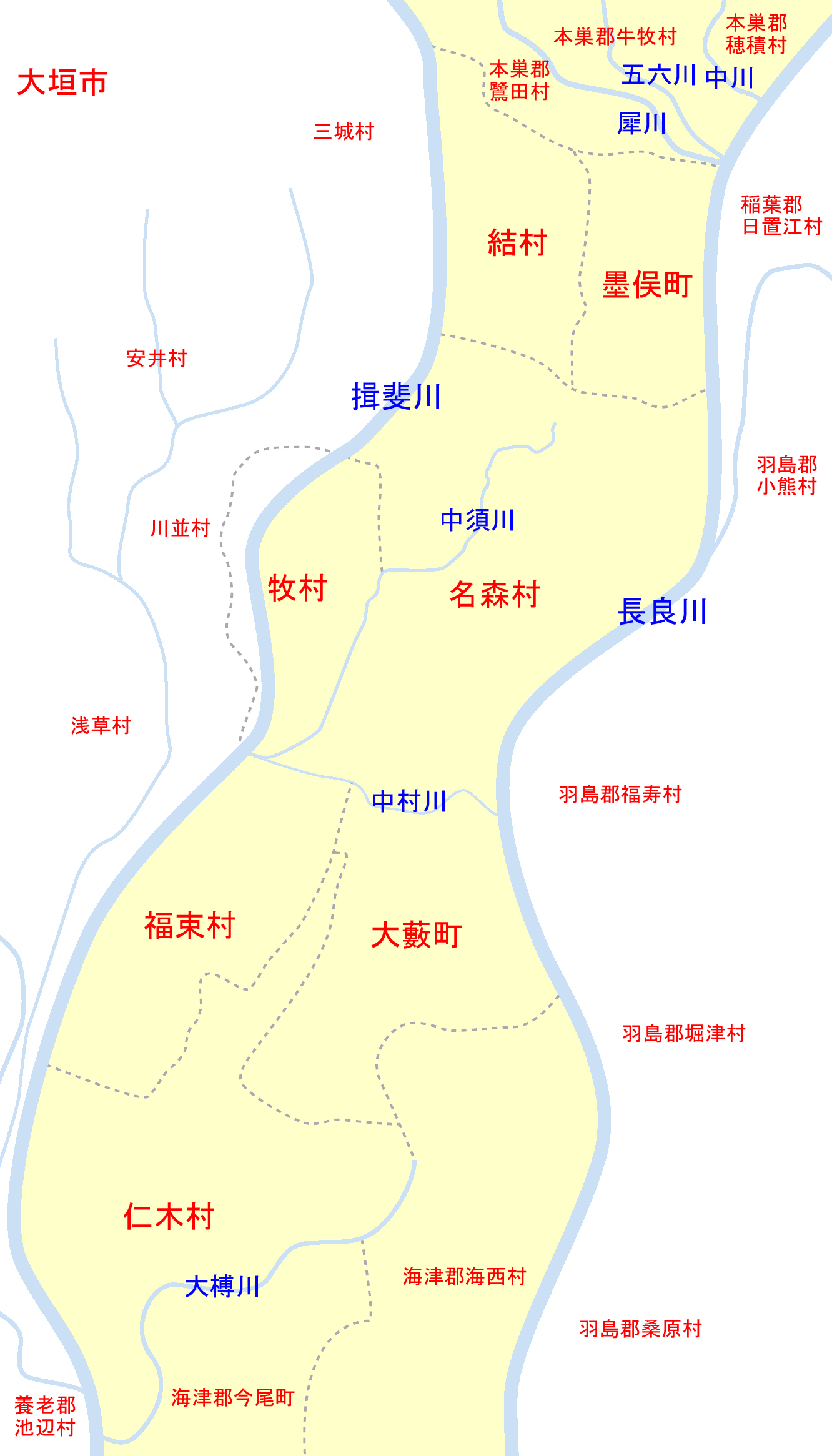
犀川事件当時の周辺自治体の位置関係図

- 江戸時代末期、この地域は美濃国安八郡西結村と東結村であった。
- 旧高旧領取調帳によると、1868年（明治元年）時点で西結村は幕府領大垣藩預地、東結村は大垣藩領であった。

### 年表
- 1897年（明治30年）4月1日 - 西結村と東結村が合併し発足。
- 1929年（昭和4年）1月8日 - 犀川の改修工事を巡り、墨俣町、名森村、結村などの安八郡の住民と警察が名森村で衝突。陸軍も鎮圧に出動し、200名以上の検挙者が出る（犀川事件）。これに先立ち同月7日に村長が辞職[2]。
- 1955年（昭和30年）4月1日 - 名森村、牧村と合併し安八村が発足[3]。同日結村廃止。

## 交通

### 鉄道
- 国鉄東海道本線（通過のみ）

近畿日本鉄道岐阜線では結村に駅の建設が予定されていたが、岐阜線自体が幻の路線となり、実現されなかった。

### 道路
- 国道21号岐垣国道（現・岐阜県道31号岐阜垂井線）

## 学校
- 小学校
  - 結村立結小学校（現・安八町立結小学校）
- 中学校
  - 安八郡墨俣町結村学校組合立東安中学校（現・安八町大垣市学校組合立東安中学校）

## 名所・旧跡
- 鎌倉街道・美濃路
- 結神社
- 津島神社

## その他
- 昭和の大合併では安八郡北部での合併が計画されており、結村は墨俣町との合併が検討されていたが、諸般の事情で安八村への合併に参加することになった。墨俣町は大垣市との飛び地合併を県に申請したが受理されず、約半世紀後の平成の大合併で合併となった。現在も東安中学校が組合立であるのはその名残といえる。